# Стефан Лекович
Стефан Лекович (серб. Стефан Лековић / Stefan Leković; нар. 9 січня 2004) — сербський футболіст, центральний захисник «Црвени Звезди» і молодіжної збірної Сербії.

## Кар'єра
Стефан Лекович народився 9 січня 2004 року і прийшов до академії «Црвени Звезди», коли йому було лише вісім років. Незважаючи на те, що він довгий час грав на позиції опорного півзахисника, згодом його перевели на позицію центрального захисника. У жовтні 2021 року Лекович підписав з рідним клубом перший контракт, а на початку 2022 року для отримання ігрової практики Стефан був відправлений в оренду до клубу «Графичар», який виступав у першій лізі. Там Лекович провів 16 матчів до завершення сезону.
В січні 2025 року Лекович на правах оренди приєднався до італійського клубу «Монца». Орендний договір укладений з можливим правом викупу контракту гравця.

## Кар'єра у збірній
Виступав за усі збірні Сербії починаючи від команди до 16 років. Зі збірною Сербії до 19 років поїхав на юнацький чемпіонат Європи 2022 року в Словаччині. На турнірі він зіграв у двох матчах і у грі проти Ізраїлю (2:2) забив гол, втім його команда посіла останнє місце у групі.

## Досягнення
- Чемпіон Сербії (1):

«Црвена Звезда»: 2022-23
- Володар Кубка Сербії (1):

«Црвена Звезда»: 2022-23